# Herbert Rohwer
Herbert Rohwer (* 14. April 1922 in Kiel; † 6. März 2006) war ein deutscher Handballspieler.

## Werdegang
Herbert Rohwer wuchs im Kieler Stadtteil Hassee auf. Er spielte zunächst beim Reichsbahn TSV, bevor er 1936 zum THW Kiel wechselte. 1940 gehörte er zur von Fritz Westheider trainierten Mannschaft des Kieler HJ-Bannes, die in Breslau deutscher Vize-Jugendmeister wurde. Daneben trainierte Rohwer die Jungmädchen, mit denen er bei den deutschen Meisterschaften 1941 Dritter wurde und 1943/44 nochmals die Endrunde zur deutschen Meisterschaft erreichte, die aber wegen des Krieges ausfiel.
1948 und 1950 gewann der gelernte Maschinenschlosser mit dem THW die deutsche Feldhandball-Meisterschaft. 1951 wurde Rohwer von Bundestrainer Fritz Fromm in den Kader der deutschen Nationalmannschaft berufen. In seinem einzigen Länderspiel am 1. April 1951 in Saarbrücken gegen die saarländische Nationalmannschaft erzielte er zwei Tore. 1954 beendete er seine Spielerkarriere.
Herbert Rohwer war verheiratet und hatte zwei Töchter. Für den Gewinn der deutschen Meisterschaft 1950 wurde er mit dem Silbernen Lorbeerblatt geehrt.